# مشكلة خالق الإله
مشكلة خالق الإله هي الجدل حول السبب الافتراضي المسؤول عن وجود الإله، ومعرفة وجود الإله. إنه يعارض الافتراض القائل بأن الكون لا يمكن أن يوجد بدون خالق من خلال التأكيد على أن خالق الكون يجب أن يكون له نفس القيود. وهذا بدوره قد يؤدي إلى مشكلة ارتداد لانهائي حيث يُفترض أن يكون لكل خالق جديد مفترض لمبدع خالق خاص به. التحدي المشترك للافتراضات التوحيدية للإله الخالق كتفسير ضروري للكون هو السؤال: «من خلق الإله؟».
بعض التقاليد الدينية لديها مثل هذا العنصر كجزء من عقيدتهم. تفترض الجاينية أن الكون أبدي وموجود دائمًا. ترفض الإسماعيلية فكرة أن الله هو السبب الأول، بسبب عقيدة عدم قابلية الإله للمقارنة ومصدر أي وجود بما في ذلك الأشياء المجردة.